# Assedio di Tiro (1111-1112)
L'assedio di Tiro del 1111-1112 fu un attacco compiuto dalle forze crociate contro i musulmani presenti nella città di Tiro. L'attacco si concluse con un insuccesso dei cristiani.

## Contesto storico
Quando nel 1099 si concluse la prima crociata, i cristiani erano riusciti a insediarsi stabilmente in Terra santa, conquistando Gerusalemme e realizzando l'obiettivo principale che si erano prefissati. Restavano da decidere gli sviluppi successivi, motivo per cui i comandanti della spedizione si riunirono e decisero innanzitutto di nominare un'autorità spirituale in città, dopodiché si incontrarono per individuare la guida politica e militare che li avrebbe governati. La prima fu individuata nell'arcivescovo Arnolfo di Rœux (sostituito presto da Dagoberto da Pisa), la seconda in Baldovino di Boulogne, divenuto re nel Natale del 1100, malgrado per nominare entrambe le figure fu necessario intavolare trattative e discussioni tutt'altro che semplici.
Quando si affermò al potere, Baldovino, che avrebbe regnato per ben diciotto anni, intuì subito la necessità di conferire un'identità politico-amministrativa ai territori sottomessi e di liberarsi di nemici interni ed esterni che minavano la sicurezza della regione. Consapevole della necessità di rafforzare la propria posizione agli occhi di quei principi che avevano ambito alla carica da lui rivestita, seppe sfruttare probabilmente una delle sue migliori qualità, quella di sapiente generale, compiendo una serie di incursioni a est e a sud di Gerusalemme che gli permisero di estendere i propri possedimenti. Nel 1104 portò a termine l'assedio di Acri, grazie al quale si assicurò un porto prezioso e, per così dire, versatile, in quanto usufruibile a prescindere dalle condizioni meteorologiche in corso.

## Preparativi
Archiviata la crociata norvegese, Baldovino aveva potuto acquisire il controllo della città di Sidone, con il risultato che furono in grado di controllare l'intera costa siriana, ad eccezione di Ascalona a sud e di Tiro al centro. Il governatore di quest'ultima città cominciava ad essere inquieto. Nell'autunno del 1111, chiese all'atabeg di Damasco Toghtigin di inviargli un corpo di cinquecento arcieri che avrebbe pagato ventimila bisanti; allo stesso tempo, domandò per sé e per i suoi notabili il permesso di inviare a Damasco i loro beni più preziosi perché vi fossero custoditi. Toghtigin acconsentì alla richiesta, consentendo a una ricca carovana di giungere lì. Poiché doveva attraversare le terre occupate dai cristiani, il governatore di Tiro corruppe un cavaliere di nome Rainfredo perché portasse i beni a destinazione. Questi accettò l'offerta, ma tradì i musulmani informando subito re Baldovino, che derubò di tutte le loro ricchezze gli aristocratici di Tiro.

## La battaglia
Incoraggiato da questa fortuna inaspettata, alla fine di novembre Baldovino condusse tutto il suo esercito ad attaccate le mura della città di Tiro. Egli non disponeva però del supporto di alcuna flotta, poiché i bizantini che si trovavano in quella regione rifiutarono di fornire qualsiasi sostegno.
Baldovino decise comunque di attaccare e l'assedio si trascinò fino all'aprile del 1112. I suoi abitanti si difesero bene, riuscendo ad incendiare le enormi torri da assedio di legno che il re di Gerusalemme aveva costruito. Tuttavia, alla fine, furono costretti a chiedere aiuto a Toghtigin.
Poiché i combattenti non sembravano volgere a favore dell'uno o dell'altro schieramento, alla fine Toghtigin decise di intervenire militarmente. Quando sorprese un gruppo di foraggiatori cristiani e in seguito assediò i crociati nel loro accampamento, divenne dura riuscire a resistere ai continui assalti dei musulmani. Baldovino fu costretto a levare quindi l'assedio e ad aprirsi un varco verso Acri combattendo, ritirandosi definitivamente.